# 게오르크 베젤러
카를 게오르그 크리스토프 베젤러(독일어: Carl Georg Christoph Beseler, 1809년 11월 2일 ~ 1888년 8월 28일)는 프로이센의 법학자이자 정치가이다.
베젤러는 킬 대학 과 뮌헨 대학 에서 법학을 공부했다. 1833년, 그는 정치적인 활동을 한 것을 이유로 킬 대학에서 법학 교수 활동을 금지 당했다. 이후로 그는 괴팅겐 대학과 하이델베르크 대학에서 강연 활동을 이어 나갔다. 이후로도 그는 교수 활동을 이어나가 1835년에는 바젤 대학, 1837년엔 로스토크 대학, 1842년에는 그라이프스발트 대학, 1859년엔 베를린 홈볼트 대학 에서 교수로 활동했다. 그 후 베를린 대학에 안주한 베젤러는 1862~1863, 1867~1868, 1879~1880년에 베를린 대학교 총장을 역임했다.
국민자유주의자인 베젤러는 1849년 독일 헌법 작성에 참여한 프랑크푸르트 의회 의원이었다. 1849년에서 1852년까지와 1857년부터 1887년까지는 프러시아 상원 의원이었으며, 1850년에는 에르푸르트 연합 의회의원, 1874년부터 1877년까지는 독일 제국 국가의회 의원이었다.
"로마법학자" 프리드리히 카를 폰 사비니의 주도하에 있는 "독일법학자" 반대파의 주요 인물로서, 베젤러는 로마법학자들의 "법학자들의 법"에 반대하여 독일식 원리에 기반한 "민중법"을 주장했다. 훗날, 오토 프리드리히 폰 기르케가 제시한 "협동조합법"과 "사회법"의 개념은 베젤러에게서 비롯되었다. 베젤러는 또한, 민형사 소송 절차의 개혁과 1851년 프러시아 형법의 제정에도 참여한 바 있다.

베젤러의 아들로는 한스 하르트비히 폰 베젤러(독일어: Hans Hartwig von Beseler)와 막스 폰 베젤러(독일어: Max von Beseler)가 있다.